# Sweet7
Sweet7（スウィートセブン）とは2003年に公演された演劇作品。脚本・演出を小林賢太郎が手がける小林賢太郎プロデュース公演（KKP）#002。

## 公演
- 東京公演 2003年6月27日 - 7月6日 本多劇場
- 大阪公演 2003年7月10日 - 7月13日 近鉄小劇場

## あらすじ
商店街の端っこにある「洋菓子の七日堂」。そこには、若い女性2代目オーナーと普通のケーキしか作れないパティシエと、ケーキを作れない筋肉バカのパティシエと、そしてケーキ以外の物は何でも作れるパティシエの4人がいた。それゆえに売り上げはなかなか伸びない。そこで彼らは経営不振を打開するべく、七日間店を休業しリニューアルオープンを図る。
そこにやってきた新人パティシエとその母親、更には街一番のケーキ屋「ル・パティシエ・サメジマ」のオーナーパティシエたちが、七日堂の七日間をかき回していく。七日堂は経営の危機から脱することができるのか。
1日を1幕ごとに演じていく全9幕構成（休業前夜と休業明け前夜も含まれている）。

## キャスト
蛇崩（ジャクズレ）：片桐仁
ケーキ以外のものなら何でも作れるパティシエ。特技は日曜大工。ハンズが大好きで、買ったものは全て店の経費として落としていた。ハンズ大賞を取ったこともある。新井のことが大好き。バカ。
前作に登場したカタクリ工務店に転職を考えている。
新井（アライ）：久ヶ沢徹
筋肉バカでプロレス好きのパティシエ。先代オーナーの頃から七日堂に務めている唯一のパティシエだが、ケーキはもう何年も作っていない。特技は力業。バカ。
毛利栄（モウリサカエ）：犬飼若浩
神経質で、普通のケーキしか作れないパティシエ。目立った特技もなく、実は本人も気にしているが、他のパティシエたちがまともにケーキを作らないためヒロミからは頼られている。「ムッシュ・モーリス」と呼ばれるヨーロッパ帰りの天才パティシエではないかと噂され、その後は七日堂メンバーからも「モーリス」と呼ばれる。
ヒロミ：森谷ふみ
七日堂の2代目オーナー。特技は経歴詐称で自分の経歴も他人の経歴も無許可で詐称できる。平気で嘘をついたり、金で懐柔されるも何だかんだで姉御的存在。
瀬込シンペイ（セコムシンペイ）：野村知広
専門学校を卒業したばかりの新人パティシエ。標茶出身。ヒロミのつくった求人広告を見て毛利のアシスタントとして七日堂に就職。どんなケーキでも作れる「魔法使い」にあこがれている。いろいろとたくさん秘密を抱えている。
瀬込ヘキル（セコムヘキル）：平田敦子
瀬込シンペイの母親。田舎から秘密裏に息子の活躍を見にやってきた。息子の秘密を沢山掴んでいる。鮫島の大ファン。
鮫島（サメジマ）：西田征史
有名洋菓子店「ル・パティシエ・サメジマ」のオーナーパティシエ。経営学の本の出版や趣味の落語のテープの発売、株にまで手を出している。
室岡（ムロオカ）：室岡悟
鮫島についてきた男。大好物はビーフジャーキー。最初は鮫島の子分を装っているが、その正体には秘密がある。
恵比寿屋乳業：小林賢太郎
蛇崩の知り合い。深夜にもかかわらず、生クリームを配達にくる。少し天然。爽やか。

## 備考
- メインテーマはanonymassのTwenty-Five。アルバム『harusame』収録。この楽曲は珍しい7拍子でありSweet7ともかかっている。
- 久ヶ沢が演じる新井の名はプロレスラー新井健一郎による。
- WOWOWで放送された際の小林のインタビューによると、本作での設定・セットは本物のパティシエが見ても違和感が出ないように取材して作ってあるとのこと。終盤にある毛利のナッペのシーンも、本物のパティシエの指導による本格的なものだったが、収録の日のみ大失敗した。
- 「カタクリ工務店」の名前は「 good day house」 にも登場する。